# Hippelates carrerai
Hippelates carrerai är en tvåvingeart som beskrevs av Paganelli och Curtis W. Sabrosky 1993. Hippelates carrerai ingår i släktet Hippelates och familjen fritflugor. Inga underarter finns listade i Catalogue of Life.